# Universität Elbasan

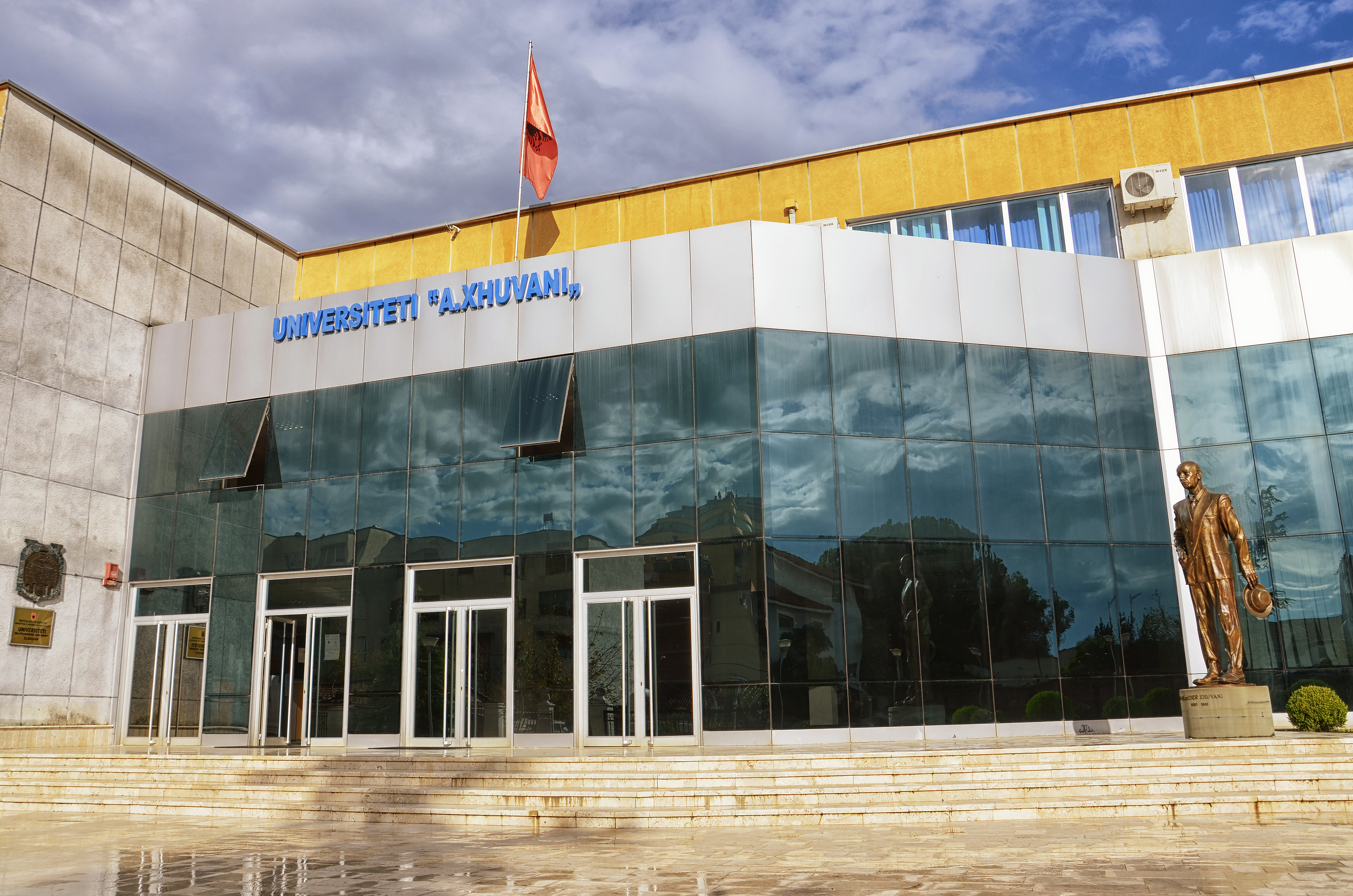
Hauptgebäude

Die Universität Elbasan (ganzer Name Universität Aleksandër Xhuvani Elbasan, albanisch Universiteti „Aleksandër Xhuvani“ Elbasan) ist eine staatlich unterstützte Universität in der mittelalbanischen Stadt Elbasan. Sie wurde 1971 als pädagogische Ausbildungsstätte Institut i Lartë Pedagogjik Aleksandër Xhuvani gegründet und 1991 zur Universität umgewandelt. Die Hochschule ist nach dem Pädagogen und Philologen Aleksandër Xhuvani (1880–1961) benannt.
Am 21. Mai 2012 kamen bei einer Exkursion elf Studentinnen der Universität und zwei Begleiter ums Leben, als ihr Reisebus bei Himara von der Straße kam und in eine Schlucht stürzte.
Rektoren
- Instituti i Lartë Pedagogjik:
  - Vasil Kamami (1971–1984)
  - Hysen Shabanaj (1984–1990)
  - Agron Tato (1990–1992)
- Universität
  - Mehmet Çeliku (1992–1996)
  - Teuta Dilo (1996–2000)
  - Jani Dode (2000–2008)
  - Liman Varoshi (2008–2016)
  - Skënder Topi (seit 2016)

## Fakultäten
- Fakultät für Humanwissenschaft
- Fakultät für Pädagogik
- Fakultät für Naturwissenschaft
- Fakultät für Wirtschaft